# Syntagma

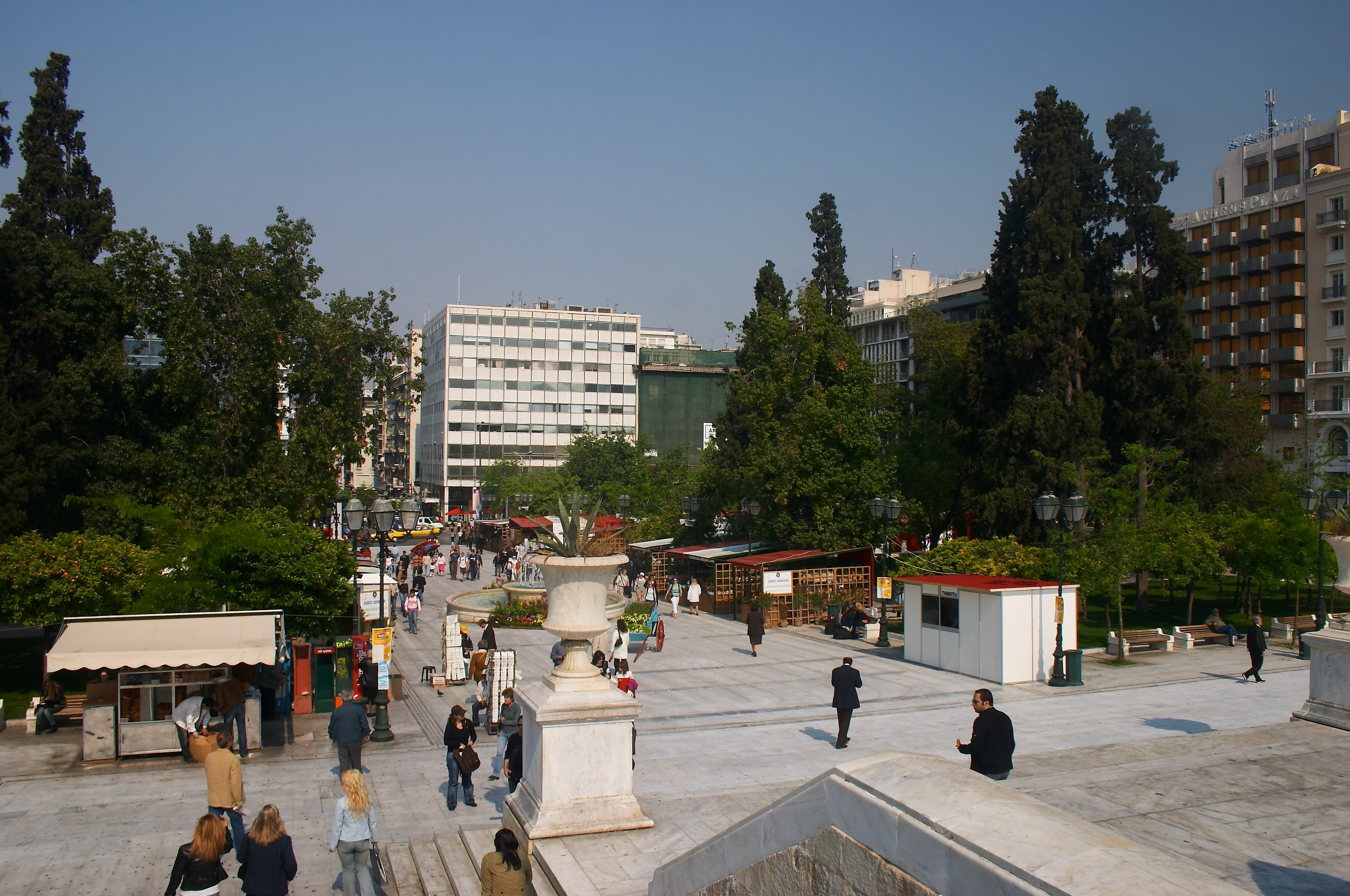
Syntagma

Syntagma (Plateia Syntagmatos Πλατεία Συντάγματος; Författningstorget), är ett stort torg i centrala Aten. Torget är namngivet efter den författning som kung Otto gick med på efter militärkuppen som började den 3 september 1843.
Vid torgets östra sida ligger parlamentet, på den stenlagda planen nedanför parlamentet mot torget till patrullerar högvakten evzones i traditionella uniformer. Vaktombytet är en känd turistattraktion.

## Historia
Syntagma var ett av tre torg som anlades efter befrielsekriget 1834. Det var tillsammans med Omonia och Dipylonporten delar i en triangel, som blev centrum i den nya rutnätsstaden.
3 december 1944 slogs en demonstration ner med våld, ett tjugotal personer dog och runt 100 skadades. Demonstrationen anordnades av den Nationella Befrielsefronten (Ethniko Apeleftherotiko Metopo eller EAM). Detta blev startskottet för ett inbördeskrig präglat av tydliga klassmotsättningar.